# Agnar Christensen
Agnar Christensen (1º maggio 1969) è un allenatore di calcio ed ex calciatore norvegese.

## Biografia
È il fratello di Roar Christensen.

## Carriera

### Giocatore

#### Club
Christensen detiene il record di presenze in campionato con la maglia del Grovfjord, con 324 apparizioni.

### Allenatore
Fu allenatore del Grovfjord dal 1996 al 2002. Dal 2003 al 2005, ricoprì la medesima carica nel Medkila, formazione femminile. A partire dal 2006, diventò assistente allenatore al Tromsø. Il 28 settembre 2012, fu scelto come nuovo tecnico della squadra, subentrando a Per-Mathias Høgmo a partire dal 1º gennaio 2013. Firmò un contratto biennale, con un'opzione per il rinnovo. Fu esonerato il 1º ottobre 2013. Il Tromsø stava infatti lottando per non retrocedere. Al suo posto, fu scelto Steinar Nilsen, che si avvalse dell'aiuto dell'assistente Sigurd Rushfeldt.
Il 30 maggio 2014, diventò allenatore dello Harstad, formazione militante nella 2. divisjon: sostituì Tore Arne Jakobsen, in congedo per malattia. Il 9 luglio successivo, le parti decisero di continuare il rapporto a lungo termine, trattando il rinnovo.